# Martinus – Kirchenzeitung der Diözese Eisenstadt
martinus ist die katholische Wochenzeitung der Diözese Eisenstadt.

## Geschichte
Bereits ab 1930 gab es für die Gläubigen auf dem Heideboden den so genannten „Pfarrboten“, den Pfarrer Josef Lang aus Pamhagen gegründet hatte. Der Pfarrbote war ein lauter Rufer gegen den Ungeist des Nationalsozialismus. Die Folge davon war, dass Pfarrer Lang im Jahr 1938 als einer der ersten seine Pfarre verlassen und nach Ungarn flüchten musste.
Seit dem Ende des Jahres 1945 erschien der „St. Martins-Bote“ als Beilage zum Wiener Kirchenblatt für die Katholiken des Burgenlandes. Prälat Johannes Kodatsch, der den „Martinsboten“ leitete, wandelte ihn im Jahr 1947 in eine selbständige Zeitung um. Im Laufe der kommenden 20 Jahre entwickelte sich der „St. Martins-Bote“ sehr gut. Mit einer Auflage von 26.000 Exemplaren war er die auflagenstärkste Zeitung des Burgenlandes.
Modernisierungsbestrebungen führten dazu, dass der „St. Martins-Bote“ im Jahr 1966 wieder der Wiener Kirchenzeitung einverleibt und fortan unter dem Namen „Kirchenzeitung der Diözese Eisenstadt“ geführt wurde. Nach dem plötzlichen Unfalltod des Chefredakteurs Prälat Johannes Kodatsch übernahm Kanonikus Josef Rittsteuer die Redaktion. Auf seine Initiative hin wurde im Jahr 1985 das Größenformat umgestellt. 1989 übernahm Franz Buchberger, der damalige Pressereferent der Diözese, die Chefredaktion. Unter seiner Leitung wurde der Name auf „Eisenstädter Kirchenzeitung“ umgestellt, im April 1998 erfolgte eine größere Layoutreform.
Zum 50-Jahr-Jubiläum der Diözese, mit Jahresbeginn 2010 erfolgte neuerlich ein großer Wechsel. Die Kirchenzeitung wurde Teil der Kirchenzeitungs-Kooperation mit den Kirchenzeitungen der Diözesen Linz, Innsbruck und Feldkirch. Damit verbunden erfolgte eine neuerliche Layoutreform. Mit dem neuen Namen „martinus“ kehrte die Zeitung schließlich wieder zu ihren Wurzeln zurück.

## Herausgeber
Herausgeber ist der Generalvikar der Diözese Eisenstadt.